# 2B9 Vasziljok

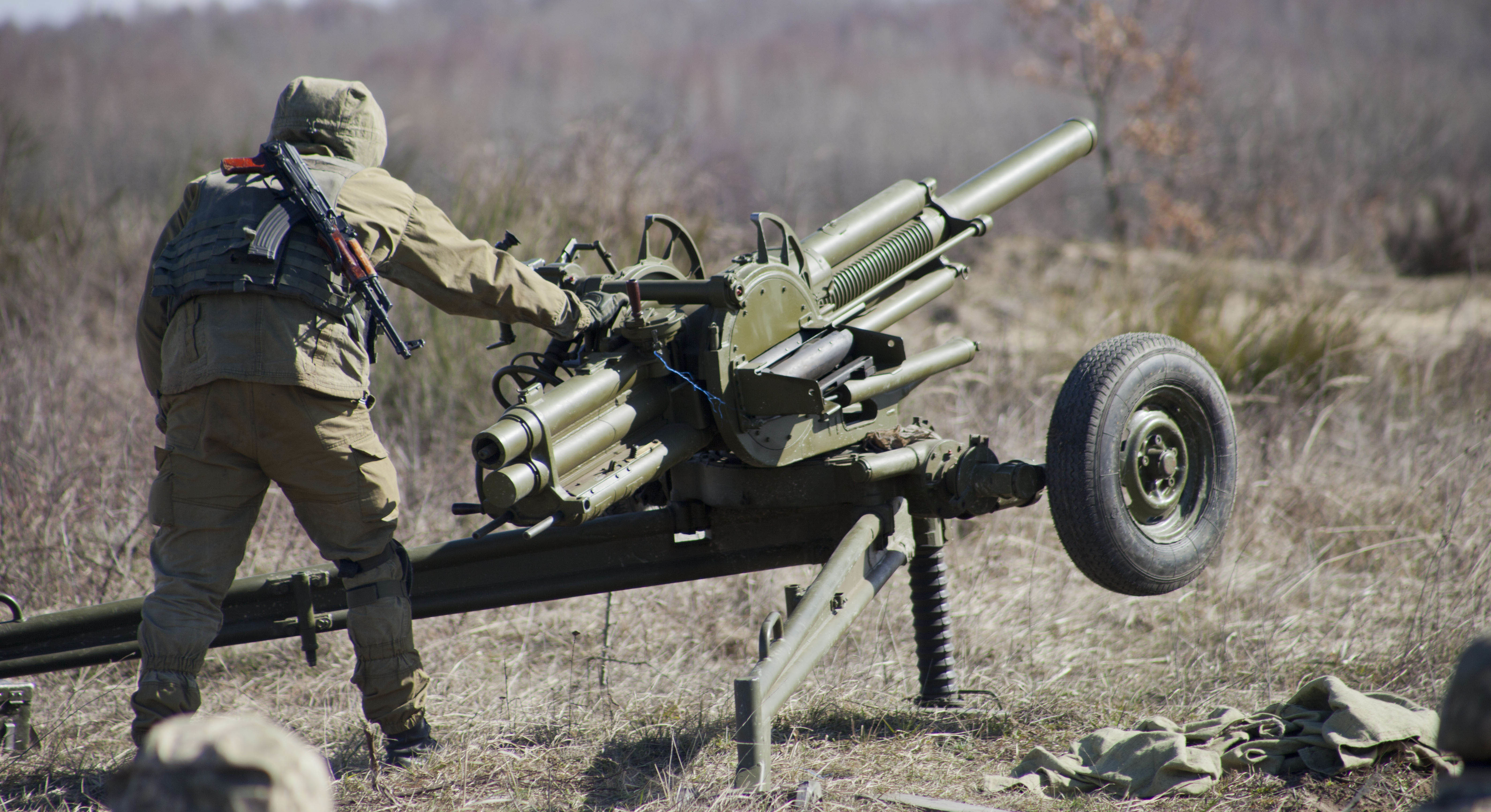
Ukrán 2B9 Vasziljok aknavető a javorivi gyakorlótéren

A 2B9 Vasziljok (cirill betűkkel: 2Б9 Василёк, magyarul: búzavirág) a Szovjetunióban az 1960-as évek végén kifejlesztett 82 mm-es sima csövű automata aknavető.

## Története
A Szovjetunióban 1946-ban kezdődtek egy automata aknavető fejlesztésének munkálatai V. K. Filippov vezetésével. Az öntöltő rendszert a cső hátrasiklása működtette.  1955-re elkészült egy állványra szerelt változata KAM típusjelzéssel, majd 1959-ben F–82 jelzéssel egy ágyútalpra (lafettára) szerelt tábori változat, de ezek sorozatgyártására nem került sor.
Csak 1967-ben újították fel az automata aknavető fejlesztését. Az eszköz  1970-re készült el és 2B9 Vasziljok néven rendszeresítették a Szovjet Hadseregben. Néhány év múlva modernizálták a fegyvert, az új változat 2B9M típusjelet kapta. A cső vízhűtését léghűtésre cserélték, külsőre megjelenésre a bordázott cső jelentette a legfőbb változást. A fegyvert a Szovjetunióban a leningrádi Bolsevik gyár (napjainkban: Obuhov gyár) gyártotta.
Harci körülmények között először az afganisztáni háborúban vetette be a Szovjet Hadsereg. A gépesített lövészzászlóaljak aknavetős ütegeinél szakaszonként 1–2 darab 2B9 automata aknavetőt rendszeresítettek. A fegyver vontatására MT–LB páncélozott szállító járművet használtak. A mozgékonyság növelésére  az afganisztáni szovjet csapatoknál improvizált megoldásként gyakran a vontató jármű tetején szállították, és onnan is tüzeltek vele. Később megjelent a GAZ–66 tehergépkocsira telepített változata is.
Az aknavetőt később az első és a második csecsen háborúban is alkalmazták, mind a csecsen, mind az orosz oldalon.
Jó harcászati jellemzői ellenére az aknavető nem volt sikeres fegyver. Az Orosz Fegyveres Erőknél csak a légideszant-csapatoknál maradt hadrendben hosszabb ideig. Később a páncélozott alvázra szerelt 2B11 váltotta fel. Kínában a NORINCO gyártja a másolatát V99-es típusjelzéssel.

## Magyarországi gyártása
Az 1970-es évek végére a nagy  munkaigényű fegyver gyártását a Szovjetunióban beszüntették. 1978-tól a sorozatgyártást licenc alapján a diósgyőri DIMÁVAG gyár végezte, amely egyes források szerint 4000, más adatok szerint 4500 db-ot gyártott. A sorozatgyártást 1992-ben fejezték be. Az utolsó 82 db-ot Oroszország már nem vette át, ezek Magyarországon maradtak. Felhasználásukra több terv is született. A Haditechnikai Intézet (HTI) MT–LB páncélozott szállító járműbe és BMP–AMB páncélozott sebesültszállító járműre épített önjáró változatát fejlesztette ki. Mindkét típusból egy-egy mintadarab készült, melyekkel sikeres teszteket folytattak, de a Honvédelmi Minisztérium nem támogatta a rendszeresítését. 1998-ban az aknavető 81 mm-es NATO-űrméretű gránátra alakított változatának felhasználásával kifejlesztettek egy Mercedes-Benz UNIMOG 2500H alvázra épített önjáró, légi szállításra alkalmas változatot, de ennek a rendszeresítésére sem került sor. Az Oroszország által át nem vett aknavetőket a DIMÁVAG 1998-as felszámolása után feldarabolták.

## Műszaki jellemzői
Csőhátrasiklásos tüzérségi fegyver. Működtetését a hátrasikló cső energiája biztosítja. Egyes lövés  és sorozattűz leadására alkalmas, utóbbi esetben 170 lövés/perc elméleti tűzgyorsasággal. A gyakorlati tűzgyorsasága 100–120 lövés/perc. Az aknalövedékeket kazettákban tárolják, kazettánként négy darabot. Egy-egy aknavetőhöz 24 db kazetta van készletezve. Az ágyútalpra szerelt fegyver csöve a függőleges síkban -1° és 85° szögtartományban mozgatható, vízszintes síkban mindkét irányban 60°-os tartományban forgatható el. Az irányzáshoz PAM–1 típusú optikai irányzékkal szerelték fel. Menethelyzetből 1,5 perc alatt hozható tűzkész állapotba.